# La Ninetta del Verzee
La Ninetta del Verzee és una poesia escrita el 1814 per Carlo Porta. És considerada entre les obres més significatives de l'autor i un dels millors exemples de poesia en dialecte milanès. Es tracta d'una resposta, en clau d'humor al text El Pepp peruchêe que havia escrit ànonimament el seu amic i artista llombard Giuseppe Bossi.

## Trama
Ninetta és una antiga venedora de peix en el mercat de Verziere, a Milà, que, després d'una relació amorosa problemàtica, es veu obligada a prostituir-se. Aviat es torna òrfena i és criada per la seva tieta, que és pescadora. S'enamora de Pepp, el fill del pastisser amb què la seva tieta té un romanç, però després d'un primer moment de felicitat, el jove enamorart demostra tser una calculadora cínica que aconsegueix extorsionar-la i condemnar-la a la fam i a la prostitució per sobreviure.

## Anàlisi
La Nininetta del Verzee està composta de 43 octaves d'hendecasíl·labs (atès que en el dialecte milanès, a diferència de la llengua italiana, les paraules estan, majoritàriament, truncades, la gran majoria dels versos conté només deu síl·labes, l'última de les quals, accentuada).
És difícil classificar aquesta obra en un gènere poètic ben definit. Comparteix alguns aspectes dels laments d'amor habituals a l'època romàntica, però se n'aparta en molts altres aspectes: Porta no intenta en cap moment suscitar compassió en el lector amb fórmules patètiques, a diferència del que sol ocórrer en el gènere dels laments. A més, la protagonista no es dirigeix ni al lector ni a l'estimat, sinó a una tercera persona present en el relat, de qui Porta no explica res.